# Staphylea yuanjiangensis
Staphylea yuanjiangensis är en pimpernötsväxtart som beskrevs av Kuo Mei Feng och T.Z. Hsu. Staphylea yuanjiangensis ingår i släktet pimpernötter, och familjen pimpernötsväxter. Inga underarter finns listade i Catalogue of Life.